# Gisbertus Voetius
Gisbertus Voetius vagy eredeti holland nevén Gijsbert Voet (Heusden, 1589. március 3. – Leiden, 1676. november 1.) holland kálvinista teológus, lelkész, a 17. századi ortodox kálvinizmus hollandiai vezéralakja.

## Életútja
1604-től végzett teológiai tanulmányokat a leideni egyetemen, majd 1611-ben Vlijmenben kezdte meg lelkipásztori szolgálatát. 1617-ben visszatért szülővárosába, Heusdenbe, ahol a helyi egyházközség lelkésze lett. 1619-ben a legfiatalabb küldöttként vett részt az arminiánusok ellen állást foglaló dordrechti zsinaton. 1634-ben kinevezték az utrechti egyetem teológiai és orientalisztikai professzorává, három évvel később pedig az utrechti gyülekezet lelkipásztora lett. A kálvinizmus ortodox szárnyának markáns képviselője, Franciscus Gomarus híve és az arminiánusok ellensége volt.
Rektorsága idején több magyar diák járt az utrechti egyetemre, akiknek Voetius nyájas pártfogója volt, számukra még segélyalapot is létesített. Nevezetesebb magyar tanítványai közé tartozott Tofeus Mihály és Apáczai Csere János.

## Munkássága
Az ortodox kálvinizmus emblematikus alakja volt („az utrechti pápa”), harcolt a teológiai dogmatizmuson lazítani kívánó arminiánusokkal és coccejanistákkal, valamint a Hugo Grotius vezette humanista gondolkodókkal egyaránt. Továbbgondolta az ókálvinizmus arisztoteliánus és skolasztikus filozófiáját, amely voetianizmusként lett ismert. Bölcselete középpontjában a Szentírás állt, azt hirdette, hogy minden igazság a Biblia fegyelmezett filológiai elemzésével megtalálható. Állam és egyház kapcsolatrendszerét tekintve az egyházi önállóság híve volt, amit háromkötetes Politica ecclesiastica (’Egyházigazgatás’) című munkájában fejtett ki.
1642 márciusában már az utrechti egyetem rektoraként meggyőzte a tanintézet szenátusát arról, hogy az akkor terjedő karteziánus filozófia tanait száműzzék az egyetem falai közül, Descartes Utrechtben oktató tanítványát, Henricus Regiust pedig orvostudományi előadások tartására kötelezzék.